# Johannes Kock

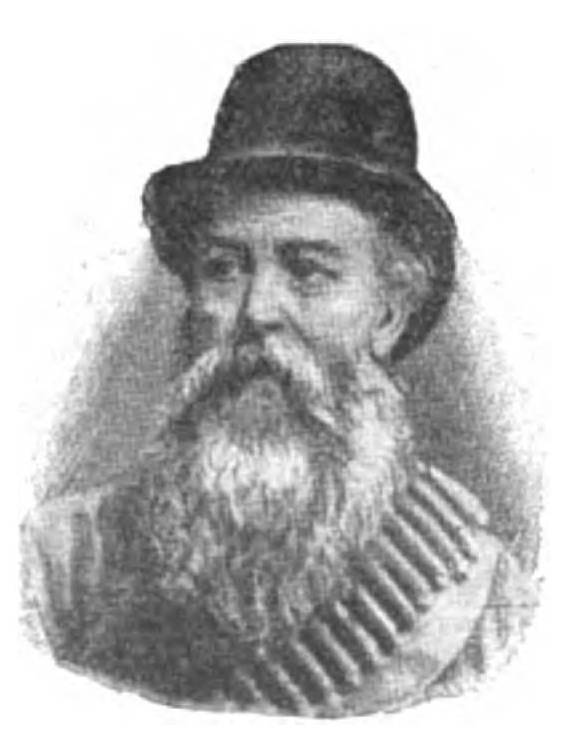
Johannes Kock w roku 1899

Johannes Hermanus Michiel Kock (ur. 11 marca 1835 w dystrykcie Graaff-Reinet, zm. koniec października 1899 pod Elendslagte), burski wojskowy i polityk.
Syn voortrekkera Johannesa Hendricusa Lambertusa Kocka. Jako dziecko był świadkiem bitew pod Swartkoppies (30 kwietnia 1845 roku) i Boomplats (podczas drugiej z nich jego ojciec dostał się do niewoli). W późniejszych latach przeniósł się do Potchefstroom, tam też poślubił córkę Stephanusa Schoemana. Od 1874 roku pełnił funkcję landdrosta, w 1891 roku wszedł w skład Volksraadu. W 1895 został głównym protokolarzem Rady Wykonawczej Republiki Południowoafrykańskiej. Należał do bliskich współpracowników Paula Krugera.
W 1899 roku, już jako generał wojsk ZRA, został komendantem Północnego Natalu. W jednym z pierwszych starć II wojny burskiej, bitwie pod Elendslaagte, został śmiertelnie ranny. Niedługo potem zmarł.
Pochowany na starym cmentarzu w Pretorii.